# Fàbrica la Blava
La Fàbrica la Blava, anomenada també Fàbrica Tecla Sala, o senzillament La Blava, és un conjunt d'edificis inclòs en l'Inventari del Patrimoni Arquitectònic de Catalunya i actualment en desús. És coneguda pel fet d'haver-hi treballat el poeta Miquel Martí i Pol. El nom ve del color dels bastiments de les portes i finestres, de color blau.

## Història
Entre 1764 i 1789 hi va haver un fort increment d'implantació de fàbriques tèxtils a Roda de Ter, que augmentà durant 1825-50 i continuà durant el segle xx. Les indústries instal·lades prop del riu Ter canviaren el paisatge i l'economia de la població.
El 1898, Pau Sala llogà Can Portavella, on ja treballava des del 1892. A la seva mort el 1909, la seva neboda Tecla Sala i Miralpeix, casada amb Joan Riera i Sala, va heretar la fàbrica, i el 1925, el creixement de l'empresa va motivar-ne el trasllat al nou edifici.
El 1940 es va inundar a causa d'un aiguat molt important, però va tornar a funcionar. A finals dels 1970 va passar a mans del grup Castells. L'any 1978 es va aplicar el primer pla de reestructuració i es va quedar amb 150 treballadors dels prop de 400 que tenia. L'any 1979 passa a mans d'Hilaturas Gossypium SA, juntament amb el Dolcet de Manlleu. Els anys 1985-1986 s'hi va fer un pla de reconversió, i l'any 1991 tenia 130 treballadors. El 1999 va cessar la producció, i el 2006, l'Ajuntament va adquirir la fàbrica.
El 23 de maig de 2007 s'hi va declarar un incendi important que va afectar la primera planta i la coberta. Abans de l'incendi hi havia el projecte de convertir l'antiga fàbrica en un equipament cultural.
Durant 20 anys, el poeta Miquel Martí i Pol hi va treballar com a escrivent en el departament d'administració, fins que l'esclerosi múltiple el va obligar a retirar-se. L'experiència del treball des del punt de vista de l'obrer es troba a la base de la temàtica de la seva poesia, i més especialment en el cas del poemari La fàbrica (1972).

## Descripció
El conjunt està format per la fàbrica, els jardins i els habitatges dels treballadors. Les naus estan orientades en la direcció del riu i relacionades entre elles. En destaquen dues de planta rectangular, cobertes a quatre aigües i amb les façanes organitzades a partir de la successió de mòduls verticals idèntics, formats per dues finestres a la planta baixa i dues al primer pis; aquestes són de secció rectangular amb ampit, dividides en diverses caselles amb els remitjos pintats de blau. També destaquen dos cossos de planta quadrada, de planta baixa i dos pisos, coberts a quatre aigües, amb finestres d'arc de mig punt i una xemeneia.